# Sophia Schröder
Sophia Schröder, född 1712 i Stockholm, död 29 januari 1750 i Hovförsamlingen, Stockholm, var en svensk konsertsångerska, hovsångerska, vokalist (sopran) vid Kungliga hovkapellet. Hon var en av de två första kvinnorna som blev officiellt anställda vid Hovkapellet.

## Biografi
Sophia Schröder var född i Stockholm av föräldrar som invandrat från Tyskland. Hon anställdes officiellt vid kungliga hovkapellet i Stockholm år 1726. Hovkapellet innehade officiellt enbart manliga medlemmar fram till detta år, trots att Maria de Croll och Anna Maria Ristell reellt hade framträtt i Hovkapellet 1702 respektive 1714. Den 26 oktober 1726 gav dock Fredrik I sitt formella medgivande och tillstånd till att inkludera båda kön i Hovkapellet, och Schröder blev därmed, tillsammans med sin kollega Judith Fischer, som anställdes samtidigt, den första kvinna med officiell anställning vid hovkapellet. Schröder och Fischer ska ha uppträtt vid Hovkapellets framträdanden i några år innan de blev officiellt anställda. Hon blev också den första hovsångerskan i Sverige sedan Anne Chabanceau de La Barre. Schröder och Fischer ersatte året därpå de två pojkar som tjänstgjort som diskantister och sopraner, och var alltså vokalister. Ingen kvinna anställdes som instrumentalist vid Hovkapellet före Maria Paulina Åhman på 1800-talet. Under frihetstiden var endast fem kvinnor formellt anställda vid Hovkapellet; Judith Fischer, systrarna Sophia Schröder och Gustaviana Schröder (1701–1763), Hedvig Witte (1724–1761) och Cecilia Elisabeth Würzer (d. 1761). 
Sophia Schröder fungerade som hovsångerska och uppträdde under högtider och vid kapellets konserter vid hovet; från 1731 uppförde kapellet även offentliga konserter i Riddarhuspalatset. Hon mottog en lön på 300 dr smt, vilket motsvarade den lägsta musikantlönen vid hovet. Hovsångerskorna hade till en början inte fått lön, och Sophia Schröder hade tvingats bo hemma hos sin lärare Anders von Düben d.y.; på dennas begäran fick de senare samma år 200 dr smt i lön, vilken senare utökades till 300 för att ge dem möjlighet att klä sig hovmässigt. Düben påpekade i sin ansökan om lön för sångerskorna, att Schröder tvingades på i hans hem av ekonomiska skäl och om hon inte fick lön skulle hon tvingas bli tjänsteflicka. Hon fick liksom sin kollega regelbunden undervisning av en medlem i Hovkapellet; under tiden 1727–35 först kapellisten Casper Gottlob Grünwaldt, därefter kapellisten Frans Hindrich Meyer, kapellmästaren Johan Helmich Roman, hovsångaren Conrad Arnoldi och slutligen Jacob Dedering. Anders von Düben gav henne ett högt betyg som elev i den "musikaliska vetenskapen".   
Sophia Schröder förblev ogift och verksam som vokalist vid Hovkapellet till sin död. Då hennes kollega Judith Fischer tog avsked efter sitt giftermål 1740, ersattes hon av Sophia Schröders äldre syster Gustaviana.